# Dai szeigi
A Dai szeigi (大正義; Hepburn: Dai Seigi, ’Nagy igazságosság’) a Polkadot Stingray japán rockegyüttes második középlemeze, mely 2017. április 26-án jelent meg szerzői kiadásban, a PCI Inc. forgalmazásában. A lemezt 2017 júniusában a Polkadot Stingray 2017 Tour: Dai szeigi (ポルカドットスティングレイ 2017 TOUR 大正義) elnevezésű koncertsorozattal népszerűsítették, amely során Japán hat nagyvárosában turnéztak. A jegyeket kevesebb, mint egy nap alatt eladták. Az album borítóját Sizuku tervezte, illetve az összes dal zenéjét és szövegét is ő szerezte, valamint a Joake no Orange videóklipjét is ő rendezte, illetve az Electric Public és a Synchronisica videójának is ő volt a forgatókönyvírója. Az albumon két-két dal erejéig Hiromi Hirohiro (tricot) és Igarasi (Hitorie) is basszusgitározott.
A kiadvány az ötödik helyen mutatkozott be az Oricon napi eladási listáján, így az együttes először szerepelt egy országos eladási listán. A lemezből megjelenésének hetében 8506 lemezes példányt adtak el, így az az Oricon heti albumlistájának hetedik helyén nyitott. A kiadvány összesen tizennyolc hetet töltött el a listán és összesen 19 665 lemezes példányt adtak el belőle.

## Számlista
Az összes szám szerzője Sizuku. 
| CD (PDSCD–2) | CD (PDSCD–2)                                                                                      | CD (PDSCD–2)      | CD (PDSCD–2) | CD (PDSCD–2) | CD (PDSCD–2) | CD (PDSCD–2) | CD (PDSCD–2) | CD (PDSCD–2) | CD (PDSCD–2) |
| #            | Cím                                                                                               | Hangszerelő       | Hossz        |              |              |              |              |              |              |
| ------------ | ------------------------------------------------------------------------------------------------- | ----------------- | ------------ | ------------ | ------------ | ------------ | ------------ | ------------ | ------------ |
| 1.           | Electric Public (エレクトリック・パブリック)                                                      | Polkadot Stingray | 3:36         |              |              |              |              |              |              |
| 2.           | Midori (ミドリ)                                                                                   | Polkadot Stingray | 4:03         |              |              |              |              |              |              |
| 3.           | Synchronisica (シンクロニシカ)                                                                    | Polkadot Stingray | 4:38         |              |              |              |              |              |              |
| 4.           | Benikurage (ベニクラゲ)                                                                           | Polkadot Stingray | 3:37         |              |              |              |              |              |              |
| 5.           | Hondzsicu mimei (本日未明)                                                                        | Polkadot Stingray | 4:18         |              |              |              |              |              |              |
| 6.           | Joake no Orange (Dai szeigi Ver.) (夜明けのオレンジ (大正義 ver.) (bónuszdal a lemezes kiadáson)) | Polkadot Stingray | 3:24         |              |              |              |              |              |              |
| 23:37        |                                                                                                   |                   |              |              |              |              |              |              |              |